# Letecká základna

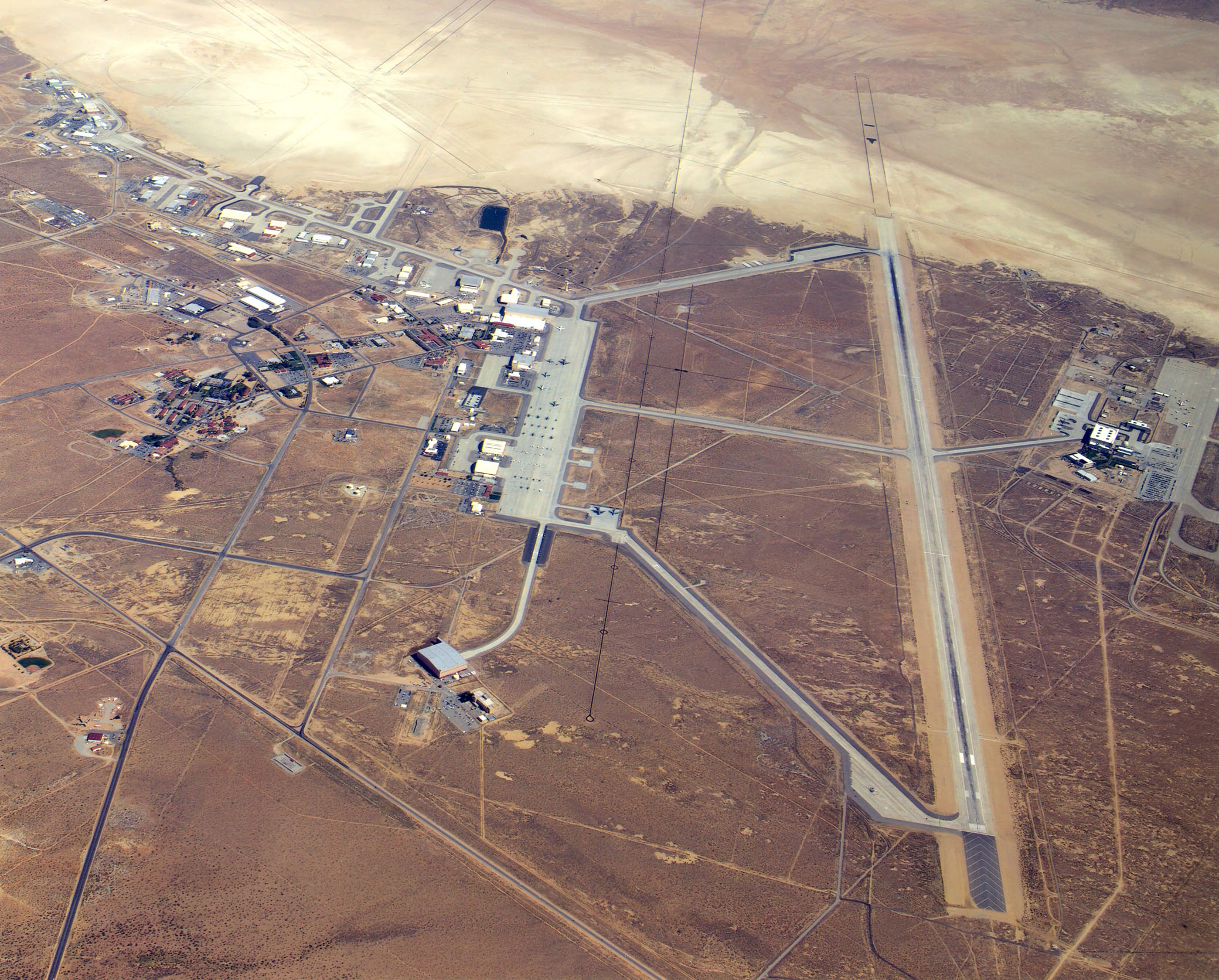
Letecký snímek Edwards AFB

Letecká základna je vojenské zařízení, nejčastěji uzavřená oblast letiště s komplexním vybavením pro činnost jednotek bojových letounů, výcvik leteckého personálu a protivzdušnou ochranu státu. Mezi základní vybavení letecké základny patří přistávací a vzletové dráhy, hangáry (často se zvýšenou odolností), opravárenské dílny, sklady, ubytovny vojenského personálu, prostředky velení a řízení letového provozu, a zbraňové komplexy na vlastní obranu.
Většina států, která má vlastní letectvo, buduje rovněž letecké základny. Některé státy disponují leteckými základnami i na území jiných států (spojeneckých, nebo poražených).

## Označování
Některá letectva, například Letectvo Spojených států a Jihoafrické letectvo, své základny označují standardizovanou zkratkou, u různých letectev odlišnou. Zatímco USAF používá zkratku za názvem základny, např. jako Edwards AFB, (Air Force Base), námořní letectvo amerického námořnictva své základny označuje předponou NAS (Naval Air Station), například NAS Pensacola, a SAAF ji používá před jménem základny, například jako AFB Hoedspruit, britské letectvo Royal Air Force své základny označuje jako Royal Air Force station (stanice), a užívá předponu „RAF“. Letectvo Australského svazu používá odlišné označení základen, jako „RAAF Base“ (Royal Australian Air Force Base).
Francouzské letectvo užívá zkratku BA (francouzsky Base aérienne), následovanou numerickým označením základny a jménem obce v níž se nachází. Toto označení může být doplněno čestným pojmenováním podle historicky významného francouzského letce. Příkladem je třeba Base aérienne 118 Mont-de-Marsan „Colonel Rozanoff“.